# (36603) 2000 QY141
2000 QY141 (asteroide 36603) é um asteroide da cintura principal. Possui uma excentricidade de 0.19827490 e uma inclinação de 2.33473º.
Este asteroide foi descoberto no dia 31 de agosto de 2000 por LINEAR em Socorro.